# Dermocoma
Dermocoma is een geslacht van uitgestorven slangsterren uit de familie Ophiacanthidae. Vertegenwoordigers van dit geslacht zijn slechts als fossiel bekend.

## Soorten
- Dermocoma biformis (Hess, 1975) †
- Dermocoma faberi Thuy, 2013 †
- Dermocoma longwyensis Thuy, 2013 †
- Dermocoma numbergerorum Thuy, 2013 †
- Dermocoma potti Thuy, 2013 †
- Dermocoma simonschneideri Thuy, 2013 †
- Dermocoma subtilirugosa (Kristan-Tollmann & Gramann, 1992) †
- Dermocoma toarcensis (Hess, 1962) †
- Dermocoma wrighti Hess, 1964 †